# Aire-sur-la-Lys
Aire-sur-la-Lys / Ariën là một xã trong vùng Hauts-de-France, thuộc tỉnh Pas-de-Calais, quận Saint-Omer, tổng Aire-sur-la-Lys. Tọa độ địa lý của xã là 50° 38' vĩ độ bắc, 02° 23' kinh độ đông. Aire-sur-la-Lys / Ariën nằm trên độ cao trung bình là 22 mét trên mực nước biển, có điểm thấp nhất là 16 mét và điểm cao nhất là 48 mét. Xã có diện tích 33,38 km², dân số vào thời điểm 1999 là 9655 người; mật độ dân số là 289 người/km².

## Thông tin nhân khẩu
| 1962  | 1968  | 1975  | 1982  | 1990  | 1999  | 2005   |
| ----- | ----- | ----- | ----- | ----- | ----- | ------ |
| 8 652 | 9 179 | 9 184 | 9 535 | 9 529 | 9 655 | 10 112 |

## Nhân vật
- René Goblet (1828 - 1905), chính trị gia

## Địa điểm tham quan
- Tòa thị chính (xây năm 1717)
- Nhà thờ Saint-Jacques
- Nhà thờ Saint-Pierre